# Willi Kauhsen Racing Team
Willi Kauhsen Racing Team est une écurie de Formule 1 allemande qui a engagé la Kauhsen KW, une monoplace à moteur V8 Ford-Cosworth, conçue par Willi Kauhsen et pilotée par l'italien Gianfranco Brancatelli en 1979.

## Historique
La WK a participé à deux Grands Prix de Formule 1. Au Grand Prix automobile d'Espagne 1979, elle réalise le vingt-septième temps des qualifications, en 1 min 23 s 24, à 8,7 secondes de la pole position de Jacques Laffite et à 4,5 secondes du ving-quatrième et dernier qualifié Jan Lammers.
Deux semaines plus tard, au Grand Prix de Belgique, elle réalise le vingt-huitième temps des qualifications, en 1 min 34 s 48, à 13,3 secondes de la pole position de Jacques Laffite et à 9 secondes du ving-quatrième et dernier qualifié Elio De Angelis.

## Résultats en championnat d'europe de Formule 2
| Saison | Écurie                    | Châssis      | Moteur  | Pilotes                                                                               | Grands Prix disputés | Victoires | Pole positions | Podiums | Records du tour | Points inscrits |
| ------ | ------------------------- | ------------ | ------- | ------------------------------------------------------------------------------------- | -------------------- | --------- | -------------- | ------- | --------------- | --------------- |
| 1976   | Willi Kauhsen Racing Team | March 762    | Hart    | Ingo Hoffmann Klaus Ludwig Jochen Mass                                                | 11                   | 0         | 0              | 0       | 0               | 7               |
| 1977   | Willi Kauhsen Racing Team | Jabouille 2J | Renault | Michel Leclère Klaus Ludwig José Dolhem Alain Prost Vittorio Brambilla Mario da Silva | 10                   | 0         | 0              | 0       | 0               | 0               |

## Résultats en championnat du monde de Formule 1
| Saison | Écurie                    | Châssis    | Moteur           | Pneus    | Pilotes                | Grands Prix disputés | Points inscrits | Classement |
| ------ | ------------------------- | ---------- | ---------------- | -------- | ---------------------- | -------------------- | --------------- | ---------- |
| 1979   | Willi Kauhsen Racing Team | Kauhsen WK | Ford-Cosworth V8 | Goodyear | Gianfranco Brancatelli | 2 (0 départ)         | 0               | Non classé |

| Saison | Écurie                    | Châssis    | Moteur           | Pneumatiques | Pilotes                | Courses | Courses | Courses | Courses | Courses | Courses | Courses | Courses | Courses | Courses | Courses | Courses | Courses | Courses | Courses | Points inscrits | Classement |
| Saison | Écurie                    | Châssis    | Moteur           | Pneumatiques | Pilotes                | 1       | 2       | 3       | 4       | 5       | 6       | 7       | 8       | 9       | 10      | 11      | 12      | 13      | 14      | 15      | Points inscrits | Classement |
| ------ | ------------------------- | ---------- | ---------------- | ------------ | ---------------------- | ------- | ------- | ------- | ------- | ------- | ------- | ------- | ------- | ------- | ------- | ------- | ------- | ------- | ------- | ------- | --------------- | ---------- |
| 1979   | Willi Kauhsen Racing Team | Kauhsen WK | Ford-Cosworth V8 | Goodyear     |                        | ARG     | BRE     | AFS     | USW     | ESP     | BEL     | MON     | FRA     | GBR     | ALL     | AUT     | P-B     | ITA     | CAN     | USE     | 0               | Non classé |
| 1979   | Willi Kauhsen Racing Team | Kauhsen WK | Ford-Cosworth V8 | Goodyear     | Gianfranco Brancatelli |         |         |         |         | Nq      | Nq      |         |         |         |         |         |         |         |         |         | 0               | Non classé |

Légende : ici